# TLC: Tables, Ladders and Chairs (2016)
Cet article concerne l'édition de 2016 du pay-per-view TLC: Tables, Ladders and Chairs. Pour toutes les autres éditions, voir WWE TLC: Tables, Ladders & Chairs.
L'édition 2016 de TLC: Tables, Ladders and Chairs est une manifestation de catch (lutte professionnelle) produite par World Wrestling Entertainment (WWE), une fédération de catch Américaine, qui est exclusive à la division de SmackDown. Le pay-per-view est télédiffusé et visible en paiement à la séance, sur le WWE Network ainsi sur la chaîne de télévision française AB1. L'événement a eu lieu le 4 décembre 2016 au American Airlines Center à Dallas, dans l'état du Texas aux États-Unis. Il s'agit de la huitième édition de TLC: Tables, Ladders and Chairs, pay-per-view annuel qui, comme son nom l'indique, propose un ou plusieurs Tables, Ladders and Chairs match en tête d'affiche. Le pay-per-view sera l'avant dernier pay-per-view de la WWE en 2016.

## Contexte
Les spectacles de la World Wrestling Entertainment (WWE) sont constitués de matchs aux résultats prédéterminés par les scénaristes de la WWE. Ces rencontres sont justifiées par des storylines – une rivalité avec un catcheur, la plupart du temps – ou par des qualifications survenues dans les shows de la WWE telles que Raw, SmackDown, Superstars, Main Event et NXT. Tous les catcheurs possèdent un gimmick, c'est-à-dire qu'ils incarnent un personnage gentil (face) ou méchant (heel), qui évolue au fil des rencontres. Un événement comme TLC: Tables, Ladders and Chairs est donc un événement tournant pour les différentes storylines en cours,.

### AJ Styles contre Dean Ambrose
La rivalité entre les deux hommes commence le 23 août à SmackDown, lorsque le général manager de SmackDown, Daniel Bryan, nomme AJ Styles comme challenger numéro un au WWE World Championship face à Dean Ambrose lors de Backlash. Une semaine plus tard, AJ Styles fait perdre le match de Dean Ambrose par disqualification en attaquant son adversaire, Baron Corbin. Après que Dean Ambrose soit déclaré perdant, une bagarre éclate entre les trois hommes où Dean Ambrose parvient à prendre le dessus en portant d'abord son Dirty Deeds sur Baron Corbin puis en contrant le Phenomenal Forearm d'AJ Styles. Le 6 septembre à SmackDown, AJ Styles confronte Dean Ambrose puis, après plusieurs provocations où notamment ce dernier lui donne un trophée de bowling, il l'attaque en lui portant un low-blow. Lors de Backlash, Dean Ambrose perd face à AJ Styles qui devient le nouveau WWE World Champion pour la première fois de sa carrière. Le 13 septembre à SmackDown, lors de la célébration d'AJ Styles à la suite de sa victoire à Backlash, Dean Ambrose confronte John Cena et AJ Styles et réclame un match de revanche pour le WWE World Championship. C'est alors que Shane McMahon annonce qu'il défendra son WWE World Championship dans un Triple Threat match contre Dean Ambrose et John Cena à No Mercy. Plus tard dans la soirée, lui et John Cena battent AJ Styles et The Miz. Après le match, il attaque John Cena avec son Dirty Deeds. Le 20 septembre à SmackDown, Dean Ambrose affronte et bat John Cena. À la suite d'une intervention de la part d'AJ Styles qui s'en prend aux deux lutteurs après le match, Daniel Bryan annonce un match revanche en un contre un pour le WWE World Championship entre Dean Ambrose et AJ Styles à SmackDown le 27 septembre. À la suite de cette annonce, AJ Styles se fait attaquer par Dean Ambrose qui lui porte un Dirty Deeds. Le 27 septembre à Smackdown, Dean Ambrose perd contre AJ Styles et ne remporte pas le WWE World Championship. À la fin du match, AJ Styles tente d'attaquer John Cena mais se fait contrer par ce dernier qui lui porte un Attitude Adjustment avant de poser avec la ceinture.
Lors de No Mercy, AJ Styles bat Dean Ambrose et John Cena et conserve ainsi son titre. Le 11 octobre à SmackDown, AJ Styles perd contre James Ellsworth, un catcheur local, après que Dean Ambrose l'ait attaqué. Le 18 octobre à SmackDown, il perd à nouveau contre James Ellsworth mais cette fois par disqualification et conserve son titre. Le 1er novembre à SmackDown, Dean Ambrose bat AJ Styles à grâce d'une intervention de James Ellsworth et devient challenger numéro un au WWE World Championship. Plus tard dans la soirée, il est annoncé que Dean Ambrose ferait face à AJ Styles pour le WWE World Championship lors de TLC dans un Tables, Ladders and Chairs match.

## Tableau des matchs
| #                                                                | Matchs | Stipulations                                                    | Temps |
| ---------------------------------------------------------------- | --- | --------------------------------------------------------------- | ----- |
| Pré-show                                                         | American Alpha (Jason Jordan et Chad Gable), The Hype Bros (Mojo Rawley et Zack Ryder) et Apollo Crews battent The Ascension (Konnor et Viktor), The Vaudevillains (Aiden English et Simon Gotch) et Curt Hawkins | 10-Man Tag Team match                                           | 11:55 |
| 1                                                                | The Wyatt Family (Bray Wyatt et Randy Orton) (avec Luke Harper) battent Heath Slater et Rhyno (c) | Tag Team Match pour le WWE SmackDown Tag Team Championship      | 5:55  |
| 2                                                                | Nikki Bella bat Carmella | No Disqualification match                                       | 08:00 |
| 3                                                                | The Miz (c) (avec Maryse) bat Dolph Ziggler | Ladder match pour le WWE Intercontinental Championship          | 25:00 |
| 4                                                                | Baron Corbin bat Kalisto | Chairs match                                                    | 13:00 |
| 5                                                                | Alexa Bliss bat Becky Lynch (c) | Tables match pour le WWE SmackDown Women's Championship         | 15:10 |
| 6                                                                | AJ Styles (c) bat Dean Ambrose | Tables, Ladders and Chairs match pour le WWE World Championship | 30:50 |
| (c) désigne le(s) champion(s) défendant son titre dans le match. | |                                                                 |       |